# Petite Passion
La Petite Passion est une série de trente-six xylographies plus un frontispice d'Albrecht Dürer, datée de 1511. La meilleure copie existante est conservée au British Museum de Londres.

## Histoire et description
En 1511, l'artiste de Nuremberg s'est occupé de la réédition de quelques-unes de ses anciennes xylographies, comme l'Apocalypse, et a publié une nouvelle série sur la Passion, appelée Petite Passion, pour la distinguer de la Grande Passion de 1497-1510. Il s'agit d'une œuvre de format plus petit mais, en dépit du nom, bien plus ambitieuse, composée de trente six gravures représentant des scènes qui se déroulent de la Genèse au Jugement Dernier.
Liste des scènes :
| - 0 - Frontispice - 1 - Péché originel - 2 - Sortie du Paradis terrestre - 3 - L'Annonciation - 4 - Nativité - 5 - Adieux du Christ - 6 - L'Entrée à Jérusalem - 7 - Jésus chassant les marchands hors du Temple - 8 - La Dernière Cène - 9 - Lavement des pieds - 10 - Christ au Mont des Oliviers - 11 - Arrestation du Christ - 12 - Christ devant Ananie - 13 - Jésus devant Caïphe - 14 - La Dérision du Christ - 15 - Jésus devant Pilate - 16 - Le Christ devant Hérode - 17 - Flagellation du Christ - 18 - Couronnement d'épines | - 19 - Ecce homo - 20 - Pilate se lavant les mains - 21 - Le Portement de croix - 22 - Voile de Véronique - 23 - Jésus cloué sur la croix - 24 - La Crucifixion - 25 - Christ aux limbes - 26 - Descente de croix - 27 - Déploration - 28 - Mise au tombeau - 29 - Résurrection du Christ - 30 - Christ apparaît à Marie Madeleine - 31 - Noli me tangere - 32 - Cène à Emmaüs - 33 - Incrédulité de Saint Thomas - 34 - Ascension - 35 - Pentecôte - 36 - Jugement Dernier |

## Analyse détaillée

### 19 -Ecce homo

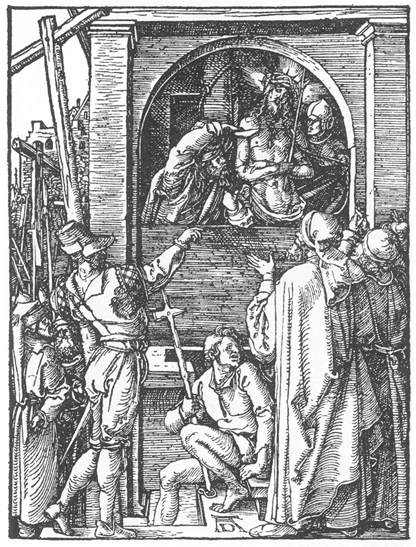
Ecce homo.

Dans la scène de l'Ecce Homo, Ponce Pilate propose à la foule de choisir de libérer soit le brigand Barabbas soit le Christ. Pour cette gravure, Dürer s'inspire de la scène similaire de Wilhelm Pleydenwurff et Michael Wolgemut dans Der Schatzbehalter oder Schrein der wahren Reichtümer des Heils und der ewigen Seeligkeit genannt (Le trésor ou écrin des véritables richesses du salut et de l’éternelle félicité) du franciscain Stephan Fridolin, imprimé par Anton Koberger en 1491. Alors que Wolgermut utilise un escalier monumental pour distribuer sa composition et créer une certaine profondeur de champ au sein d'une scène dense en personnages réclamant avec force cris la crucifixion d'un Christ assez peu mis en valeur, Dürer, qui occulte presque les marches menant au prétoire, fait preuve d'une certaine économie de moyens. A la manière d'un mystère, sa scène se concentre sur le balcon où le Christ nimbé de lumière de détache sur un fond sombre, obtenu par un dense réseau de hachures. La foule en contrebas a laissé place à trois personnages principaux, aux poses énergiques, presque maniéristes, exprimant une certaine violence. Il partage avec l'ambition de toucher le fidèle par l'image.
Raphaël reprend le motif de l'homme au premier plan, vu de dos et tendant le bras, un motif particulièrement apprécié par Dürer que l'on retrouve aussi dans sa Décollation de Jean Baptiste de 1510, dans le dessin à la sanguine datant de 1515, qu'il offrit à Dürer, Étude de nus et de tête.

### 21 -Le Portement de Croix

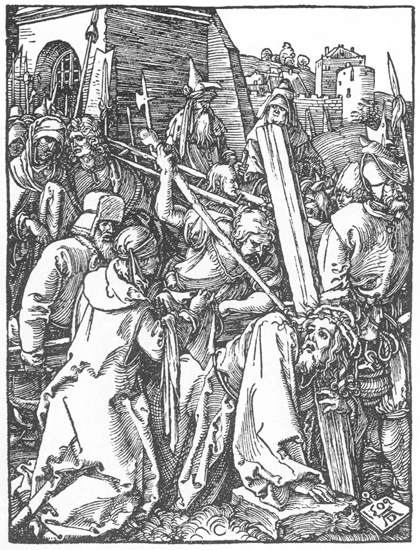
Le Portement de Croix.

Dürer exacerbe la dimension pathétique du sujet par rapport à l'estampe de Martin Schongauer qui lui a été source d'inspiration, Le Grand Portement de Croix (avant 1479). Le Christ, effondré sous le poids de la Croix, ne regarde plus le fidèle, mais tourne son visage angoissé vers Véronique tenant le voile. Les trois bourreaux qui l'assaillaient ont désormais une figure unique d'autant plus virulente. Comme chez Schongauer, le puissant clair-obscur de la composition contribue à détacher la figure du Christ de l'arrière-plan, accentuant sa solitude.
Cette gravure est l'évocation tardive d'un modèle que Dürer connaissait certainement très bien depuis ses années de formation dans l'atelier de Michael Wolgemut qui s'inspira du Grand Portement de Croix à plusieurs reprises (Retable de la Vierge, 1479 ; Retable de Sebald Perringsdörffer, 1486).

## Galerie

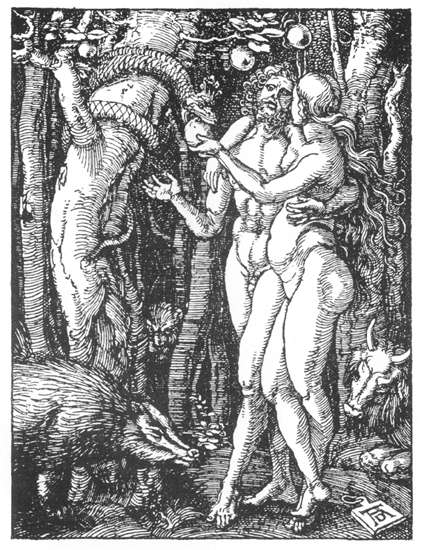
1 - Péché originel
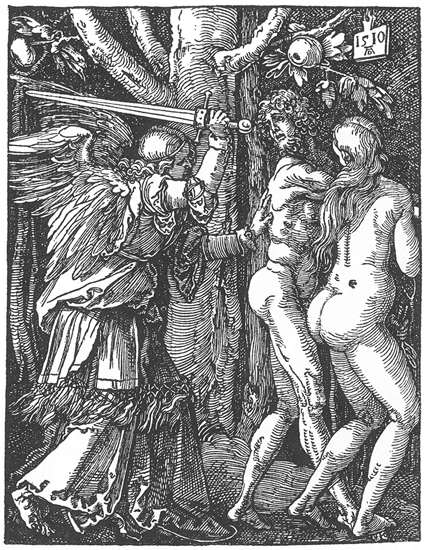
2 - Sortie du Paradis terrestre
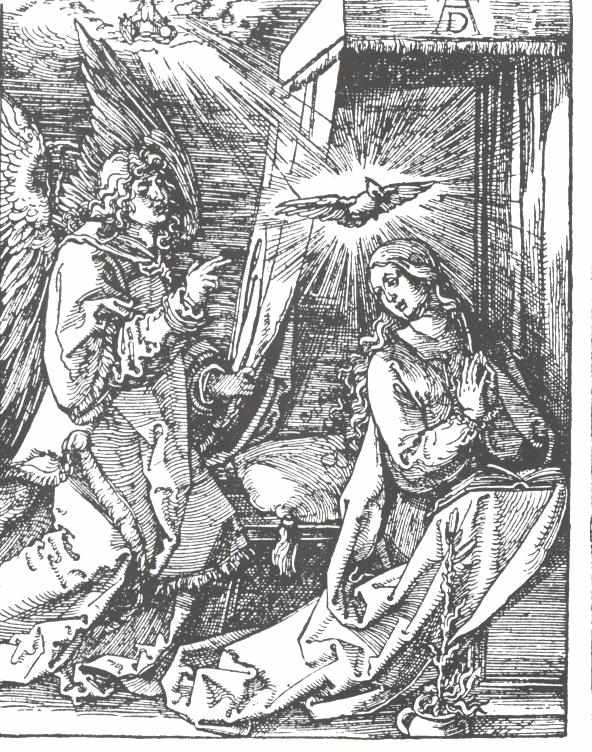
3 - L'Annonciation
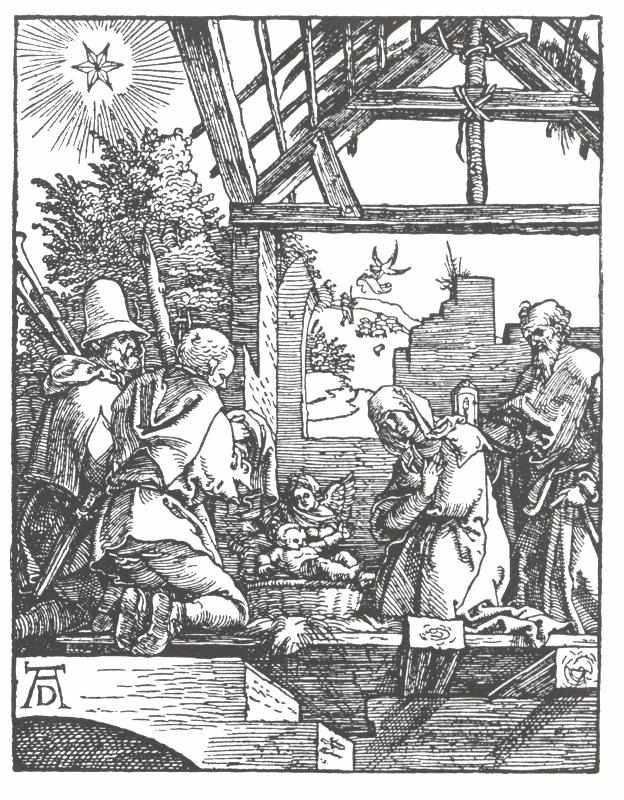
4 - Nativité
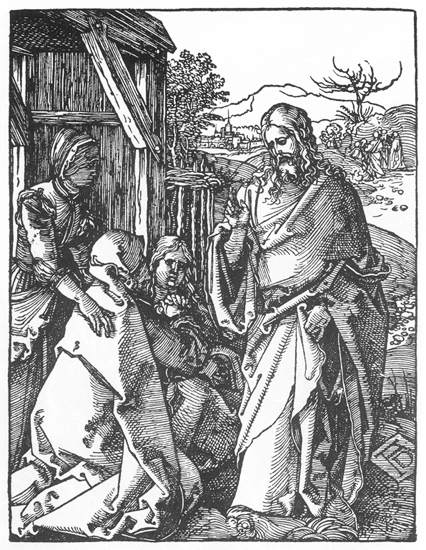
5 - Adieux du Christ
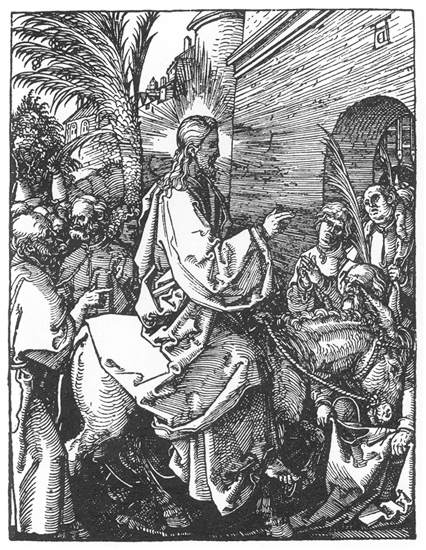
6 - Entrée dans Jérusalem
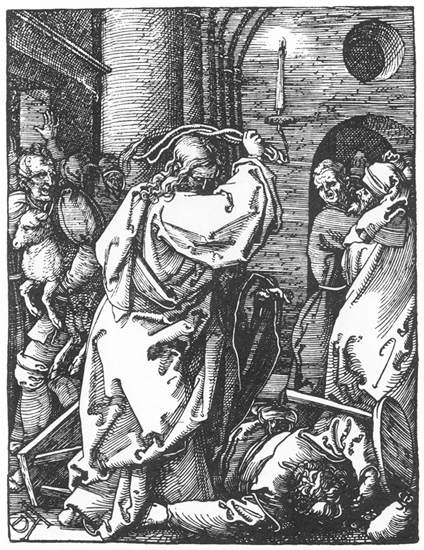
7 - Jésus chassant les marchands hors du Temple
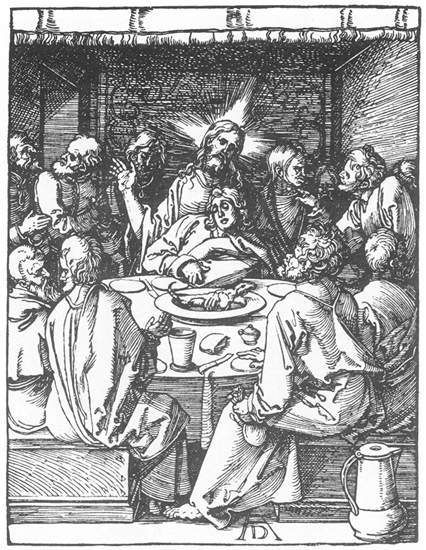
8 - Dernière Cène
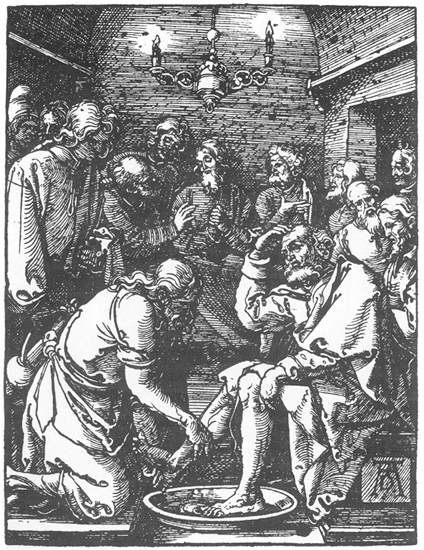
9 - Lavement des pieds
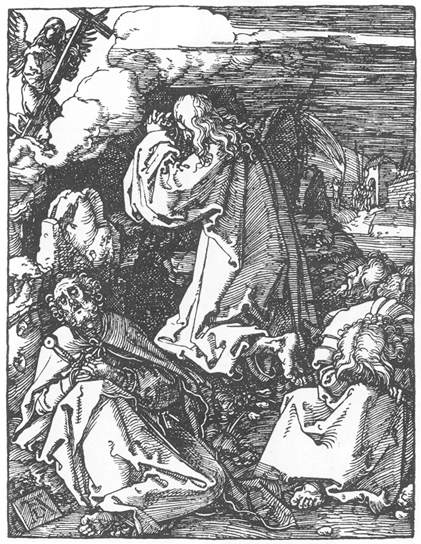
10 - Prière au jardin des Oliviers
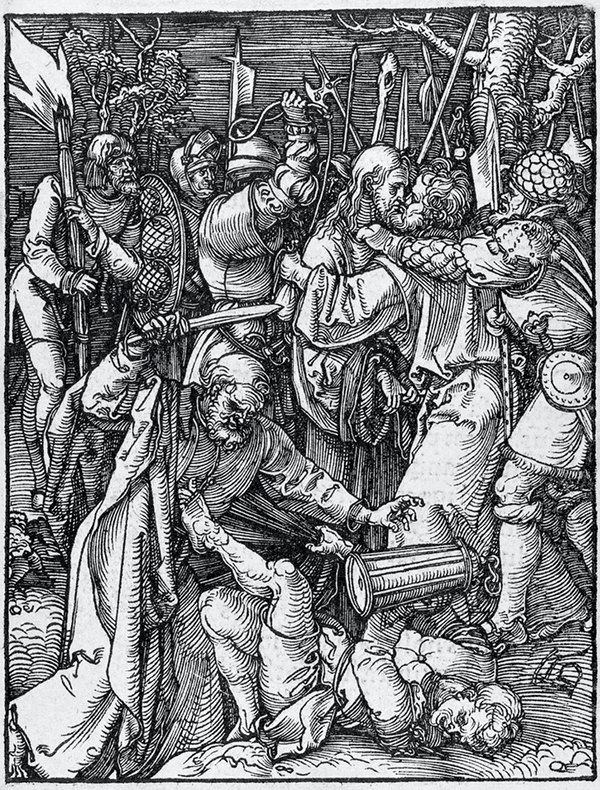
11 - Arrestation du Christ
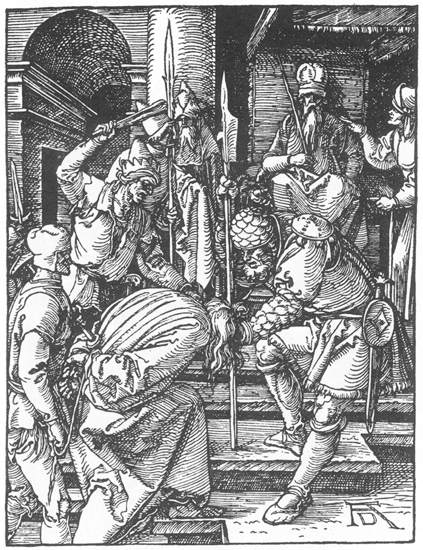
12 - Christ devant Ananie
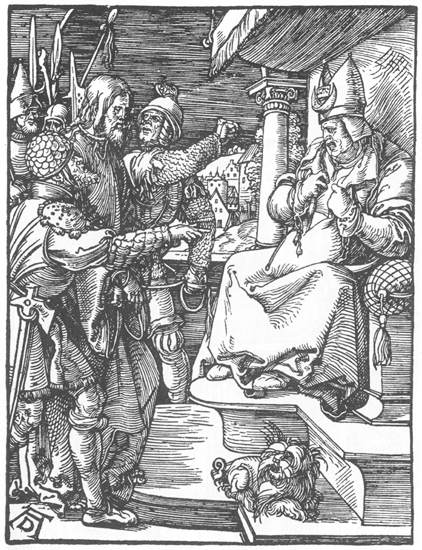
13 - Christ devant Caïphe
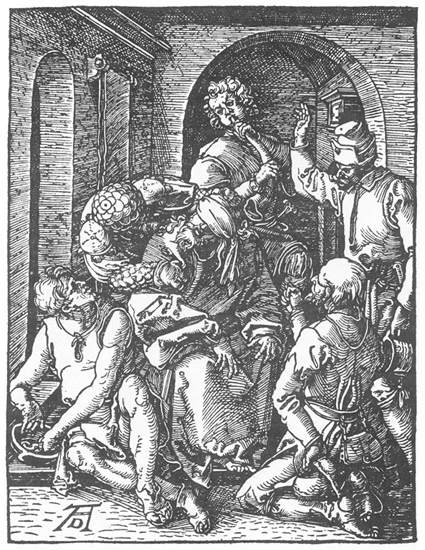
14 - Christ en dérision
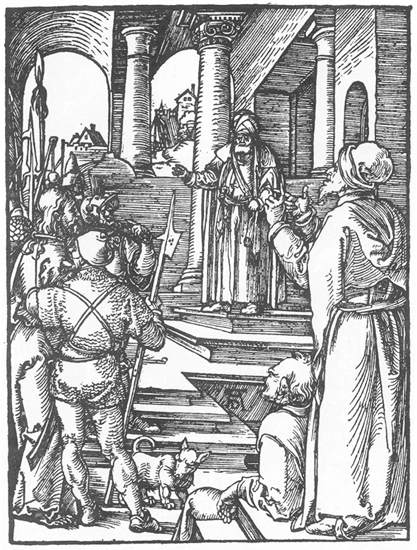
15 - Christ devant Pilate
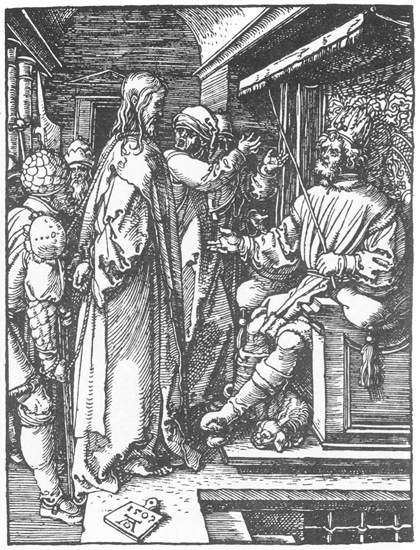
16 - Christ devant Hérode
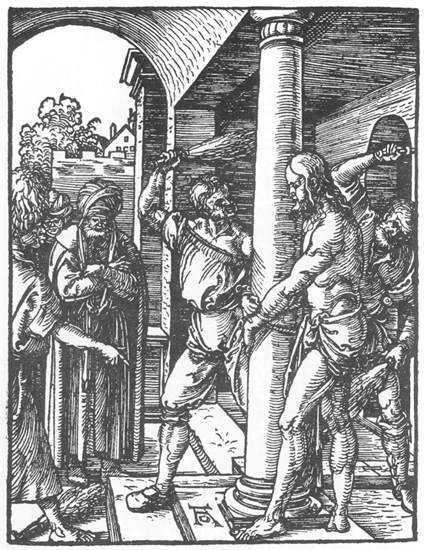
17 - Flagellation du Christ
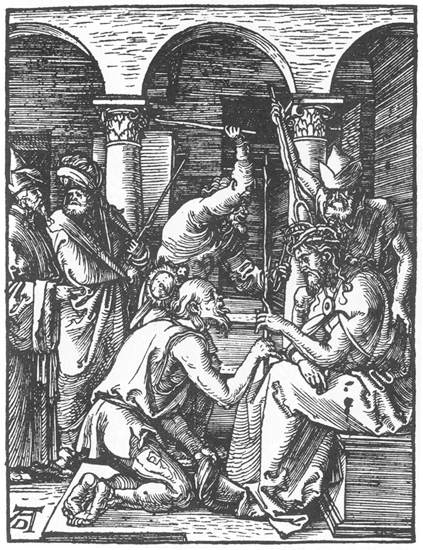
18 - Christ couronné d'épines
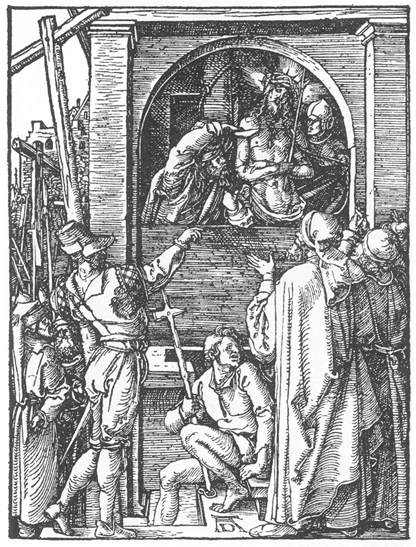
19 - Ecce homo
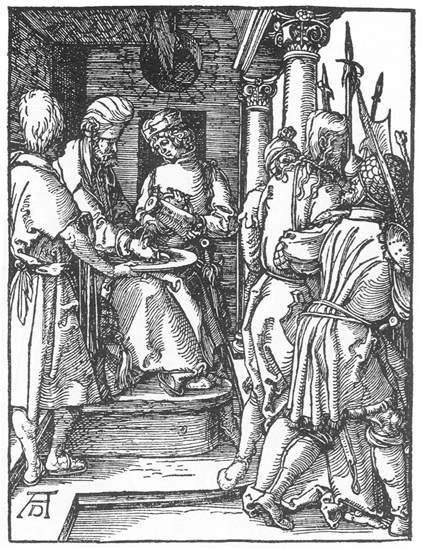
20 - Pilate se lave les mains
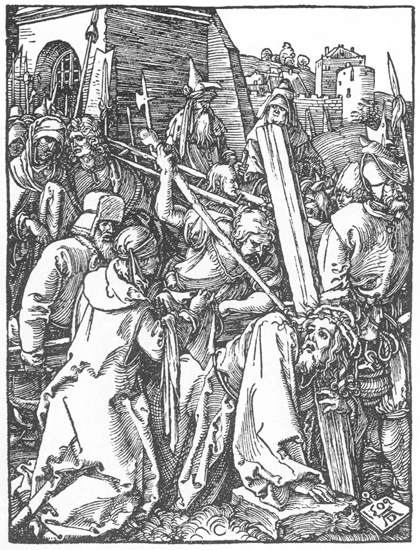
21 -Christ portant la croix
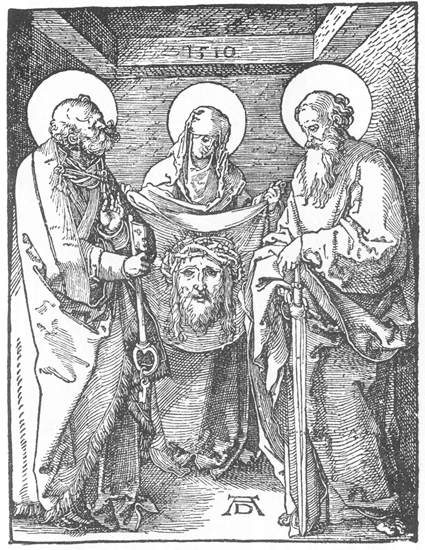
22 - Voile de Véronique
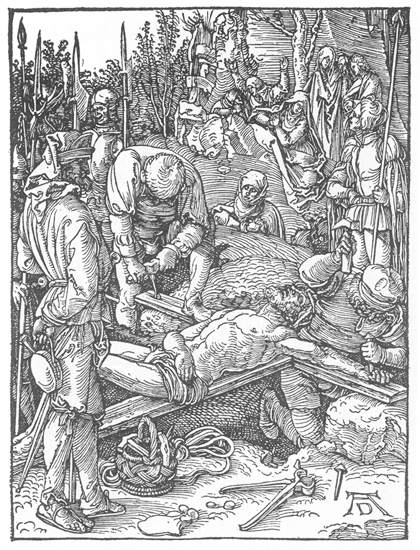
23 - Christ cloué sur la croix
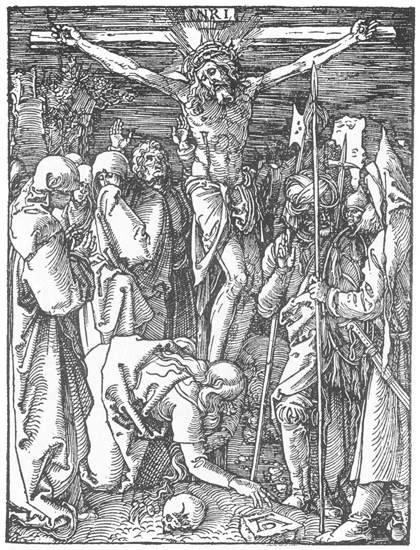
24 - Crucifixion
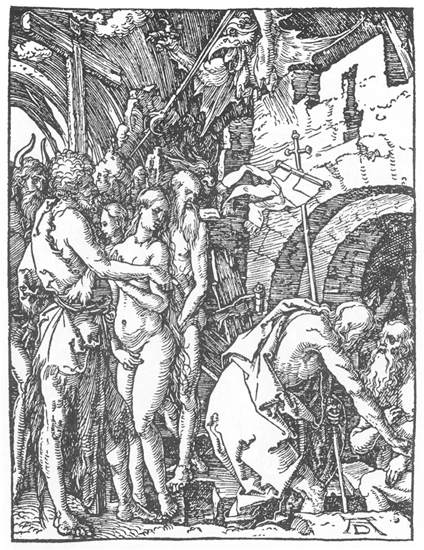
25 - Christ aux limbes
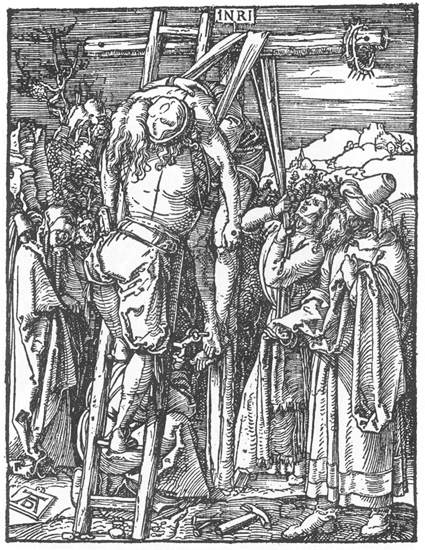
26 - Descente de croix
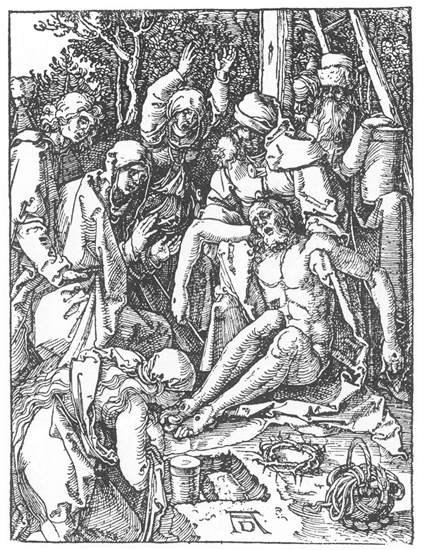
27 - Lamentation sur le Christ mort
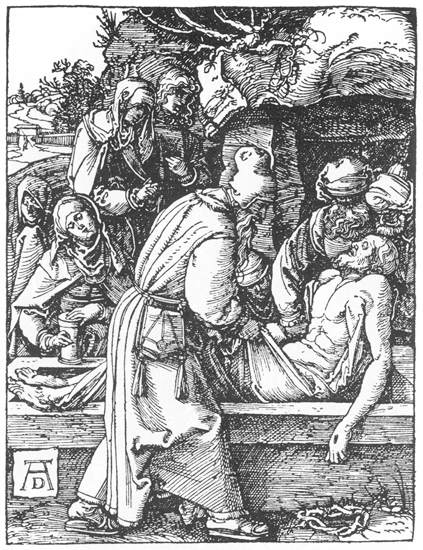
28 - Christ enseveli
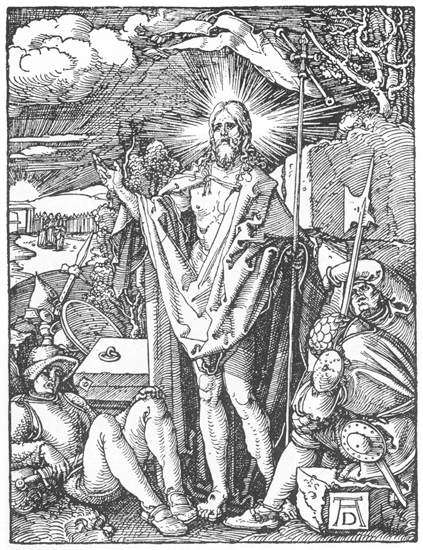
29 - Résurrection du Christ
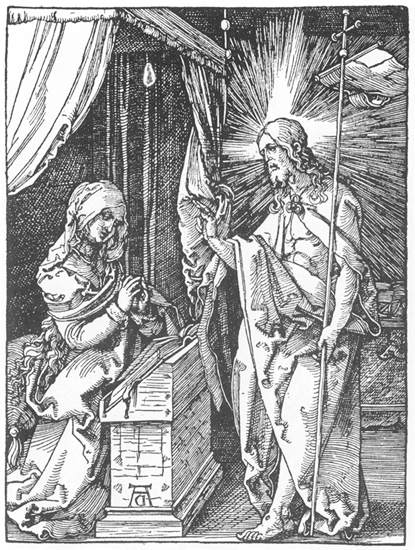
30 - Christ apparaît à Marie Madeleine
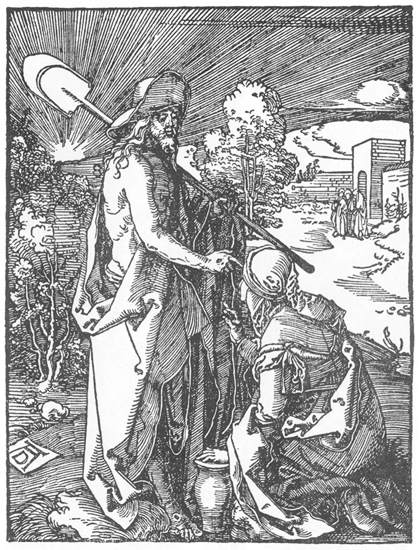
31 - Noli me tangere
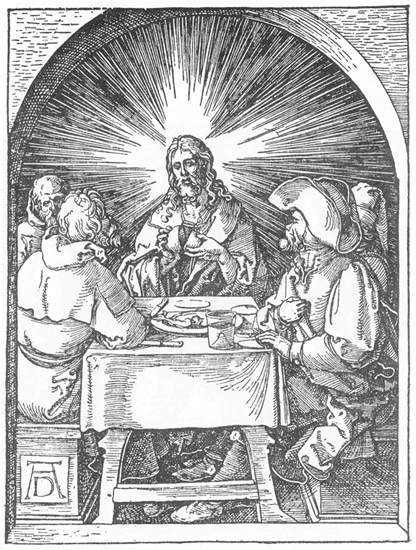
32 - Cène à Emmaüs
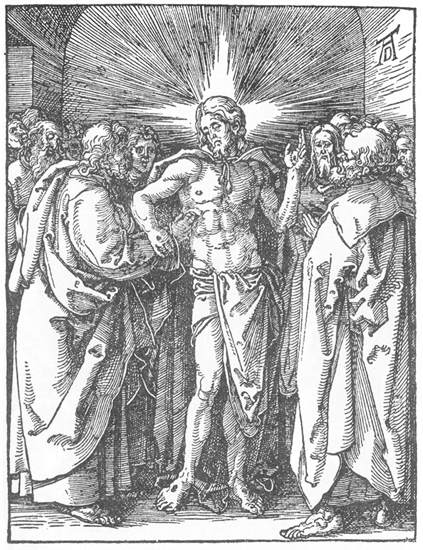
33 - Incrédulité de Saint Thomas
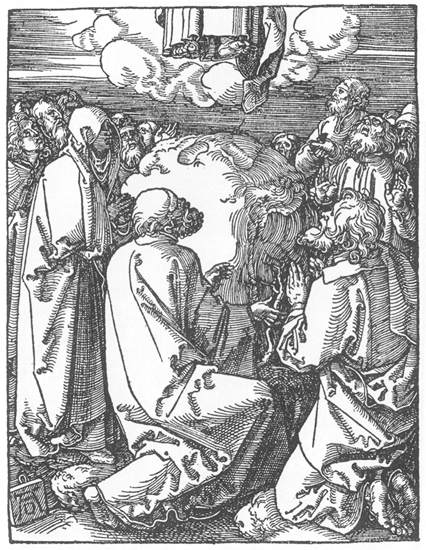
34 - Ascension
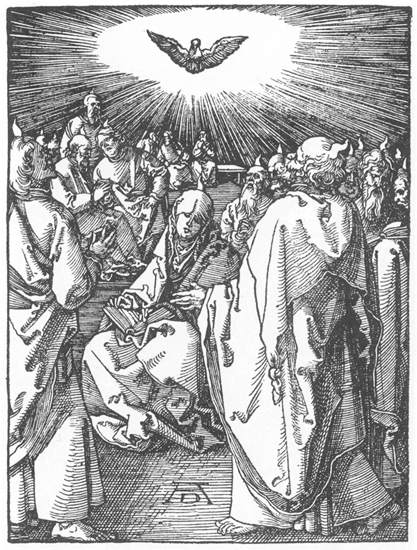
35 - Pentecôte
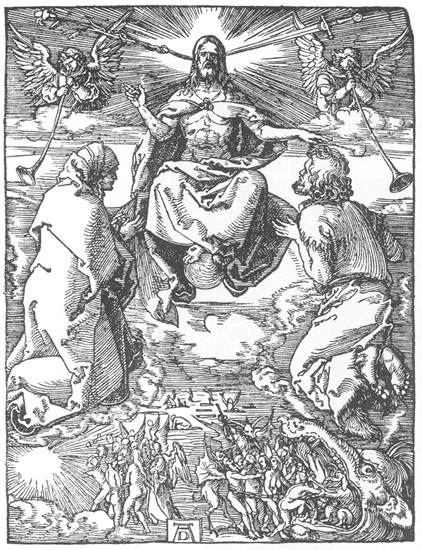
36 - Jugement Dernier